# Йоганн Себастьян Бах
Йо́ганн Себастья́н Бах (нім. Johann Sebastian Bach; 21 (31) березня 1685, Айзенах — 28 липня 1750, Лейпциг) — німецький композитор, органіст, клавесиніст і скрипаль, представник стилю бароко, один із творців світової музичної класики, вважається одним із найвидатніших композиторів світу.
Його роботи давали натхнення майже кожному композитору Європейської традиції, від Моцарта до Шенберга. Він узагальнив досягнення музичного мистецтва перехідного періоду від бароко до класицизму, а в майстерності поліфонії і контрапункту не мав собі рівних серед тогочасних музикантів.

## Біографія

Народився в маленькому містечку Айзенах і був восьмою і наймолодшою дитиною скрипаля Йоганна Амброзіуса Баха. Усі Бахи жили у гірській Тюрингії. З початку XVI століття в родині Баха були флейтисти, сурмачі, органісти, скрипалі, капельмейстери. Їхнє музичне обдарування передавалося з покоління в покоління. Коли Йогану Себастьяну виповнилося п'ять, батько подарував йому скрипку. Йоганн швидко навчився на ній грати, і музика стала невід'ємною частиною і його життя.
Малий скрипаль, володіючи дуже гарним голосом, співав у хорі міської школи, але щасливе дитинство скінчилося рано — коли майбутньому композитору лишень виповнилося 9 років, померла його мати, а через рік — батько. Себастьяна та його брата — Йоганна Якоба, узяв до себе їхній старший брат — Йоганн Крістоф, який був органістом у містечку Ордруф. Себастьян та Якоб вступили у гімназію, й паралельно брат навчав їх гри на органі та клавірі. Але лише виконавства Себастьяну було мало — він хотів сам творити музику. Якось йому вдалося отримати із замкненої шафи нотний зошит, де у брата були записані твори знаменитих у той час композиторів: Фроберґера, Керлля, Пахельбеля й інших. Ночами потайки він переписував ці ноти. Коли піврічна робота уже наближалася до завершення, брат застав його за цим заняттям і відібрав усе, що було зроблено. Ті безсонні години при місячному світлі надалі згубно позначилися на стані зору Баха.
У 1700 році, коли сім'я Йоганна Христофа суттєво збільшилася, Себастьян відокремився й переїхав до Люнебурга, де в 1700—1703 роках навчався в школі церковних півчих при монастирі. Після втрати голосу (у зв'язку з мутацією його у дорослому віці) Бах мав можливість грати в оркестрі на скрипці. Під час навчання Бах відвідав Гамбург, щоб ознайомитись із музикою органіста Йоганна Райнкена та відвідати оперний театр. Крім того, він був у Целле, де мав можливість чути нову французьку музику у виконанні самих же французів, які там служили при дворі. До цих років належать і перші композиторські досліди Баха — твори для органа і клавіра.
По закінченні навчання мрія Баха про вступ до університету не здійснилася, оскільки потрібно було заробляти гроші на прожиття. З 1703 по 1708 рік він певний час служив у Веймарі в капелі Ернста Ваймарського, проте за кілька місяців переїхав до Арнштадта, де йому запропонували посаду органіста в новій церкві, в якій щойно було реконструйовано орган. Попри, здавалося б, сприятливі для життя й творчості умови, у Баха виникали різні конфлікти з його арнштадтським оточенням. На цей період припала відома подія у біографії композитора: в 1705 році Бах пройшов пішки близько 400 км з Арнштаду до Любеку, щоб послухати гру видатного органіста Дітріха Букстегуде. У Любеку Бах пробув більше, ніж йому було дозволено (замість 4 тижнів відпустки Бах залишався у Любеку майже 2 місяці), через це напруга, яка й так на той час вже існувала, між ним і владою міста, ще більше посилилася. На початку 1707 року Бах переїхав до Мюльгаузена, де 15 липня його офіційно затвердили на посаду органіста церкви св. Власія.
У жовтні того ж року Бах одружився зі своєю троюрідною сестрою Марією Барбарою Бах. Його творчі інтереси були зосереджені тоді, головним чином, на музиці для органу та клавіру. До цього періоду належить, зокрема, «Капріччіо на від'їзд коханого брата».

### Веймар (1708—1717)
Після багатьох посад у провінційних містах Тюрингії (Арнштадт, Мюльгаузен), композитор отримав місце придворного музиканта у герцога Веймарського в 1708 році. Бах облаштувався у Веймарі, де провів 9 років. Паралельно працював також міським органістом.
Віртуоз-виконавець на органі Бах створив для цього інструмента твори, які досягли вершин органної музики. Становлення неповторного органного стилю Баха сильно залежало від хоральних прелюдій, розцінені композитором як своєрідний інтимний, романтичний щоденник митця. У цих ліричних поемах зароджувалася яскрава багатогранна музична мова, яка випереджала свій час. У вільних фантазіях спліталися в одне ціле народні та високопрофесійні течії. Хоральні фантазії відзначені художньою сміливістю, широким діапазоном засобів для вираження та форм.

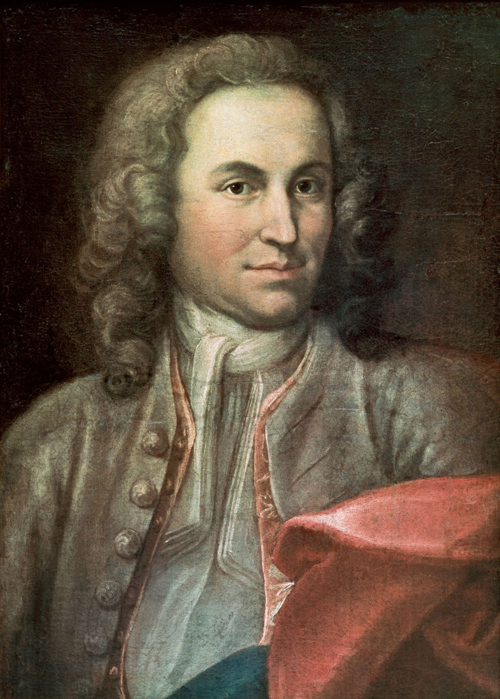
Молодий Бах

У жанрах прелюдії та фуги, токати, фантазії Бах виступає як нащадок німецької органної школи, та особливо своїх попередників — Райнкена та Букстегуде. Від Букстегуде, до якого Бах їздив у роки юнацтва, він перейняв вільний поетичний характер органних імпровізацій, ораторський пафос, блискучу концертну декоративність. Для органних творів Баха характерні емоційне багатство, глибоке внутрішнє зосередження, драматичний розмах при пишноті звучання і вільності форми. Бах об'єднував у двочастинні цикли полярні за своєю виразністю частини: імпровізаційну токату, фантазію, або прелюдію та поліфонічну фугу. Органні фуги відзначаються більшим розмахом і вільністю виразу для них, у порівнянні з клавірними, були характерні потужні драматичні розвитки та грандіозні кульмінації.
Ці твори повною мірою використовують динамічні та тембральні ресурси інструмента. Масштабні фантазії, варіації та фуги побудовані на яскравих колористичних та динамічних контрастах.
До творів веймарського періоду належать більшість зрілих органних прелюдій та фуг (c-moll, D-dur, e-moll, g-moll, G-dur, f-moll та ін.), фантазія (C-dur), фуга (g-moll), фантазія та фуга (d-moll, C-dur), Пасакалія до мінор та інші. Також тут народилися його два сини, майбутні відомі композитори — Вільгельм Фрідеман (1710—1784) і Карл Філіпп Еммануель (1714—1788).
Творчість Баха ознаменувала вершину кількастолітнього розвитку органної музики ще від епохи Відродження. Вплив органної творчості відчутний також в інших творах композитора (кантати, сольні скрипкові сонати, прелюдії та фуги).

### Ке́тен (1717—1723)
У 1717 році Бах прийняв запрошення на службу герцога Ангальт-Ке́тенського Леопольда. Життя в Ке́тені спочатку було найщасливішим періодом композитора: князь, освічена для свого часу людина і непоганий музикант, цінував Баха і не заважав його творчості, запрошував його у свої поїздки.
У Ке́тені Бах писав, в основному, клавірну та оркестрову музику.
Бах перший написав концертні твори для клавіру (за зразком скрипкових), тим самим затвердивши самостійність цього інструмента. Незважаючи на недосконалість сучасних йому інструментів (клавесина, клавікорда тощо) та їхні обмежені виразові можливості, Бах створив для них ряд дуже яскравих творів.
У жанрі клавірної музики Бах відкрив нові шляхи. Розквіт його клавірної творчості припадає на період роботи при дворі в Кетені, де був створений перший том «Добре темперованого клавіру», «Хроматична фантазія та фуга», блискучий віртуозний стиль, драматизм та патетика якої свідчать про перенесення у сферу клавірної музики виразних прийомів, характерних для органних токат та фантазій.
Особливо цікавою є збірка «Добре темперований клавір» — 24 прелюдії і фуги, які написані в усіх тональностях і на практиці доводять переваги темперованого музичного строю, навколо затвердження якого йшли гарячі суперечки. Згодом Бах створив другий том «Добре темперованого клавіру», також із 24 прелюдій і фуг в усіх тональностях.
Тоді були написані Маленькі прелюдії, Англійські та Французькі сюїти, токати (fis-moll, c-moll) для клавіра, а також відомі Бранденбурзькі концерти, які належали до жанру concerto grosso і продовжили традиції Антоніо Вівальді. Швидкі частини відзначені енергійним рухом, часто танцювального характеру, пластичною врівноваженістю форми, використанням високорозвиненої закордонної техніки. Концерти характерні масштабністю, поліфонізацією фактури, симфонічною єдністю відповідно до сольних та акомпонувальних інструментів, яскравою індивідуальністю, глибиною образів.
У кожному концерті грали соло інструменти та ансамблі. (Звичайний склад оркестру Баха: струнні, гобої, блокфлейти, фаготи, валторни, труби, ударні інструменти, інколи гобої-д'амур, гобой да качья та корн ода качья). Хоч Бах прагнув (що було характерно для його епохи) не стільки до індивідуалізації тембро-колоритних ефектів, як до виявлення та підкреслення поліфонічної логіки, його партитури позначені безперервним пошуком нових інструментальних комбінацій.
Твори для скрипки соло (3 сонати та 3 партити) вирізняються складною багатоголосною структурою, вільністю вираження, незважаючи на рамки жанрових обмежень. Вільні прелюдії, фуги, варіації змінюються в них витонченими танцями. У сонатах для скрипки яскраво виразилася сила уяви композитора, здатного звеличитися над усіма обмеженнями традиційної форми, матеріалом і технічними можливостями інструменту.
Тоді ж створено шість сюїт для віолончелі соло.
Проте в Кетені Баха спіткало лихо. Тоді, коли Баха із князем не було в місті (князь брав музикантів зі собою, коли виїздив з міста), померла його дружина Марія Барбара. Її поховали 7 липня 1720 р.
У 1721 році Бах одружився вдруге — з Анною Магдаленою Вількен. А в 1723 році відбулося виконання його «Пасіонів за Йоанном» у церкві св. Томи в Лейпцизі і Бах отримав посаду кантора цієї церкви — керівника хору Співочої школи — з одночасним виконанням обов'язків вчителя школи при церкві (латина й спів).

### Лейпциг (1723—1750)

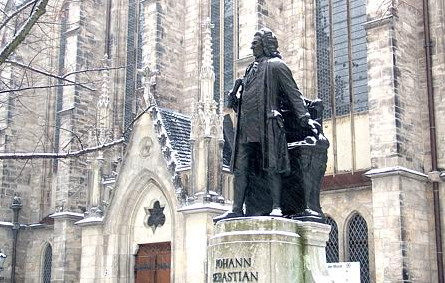
Пам'ятник Й. С. Баху в Лейпцизі

У Лейпцизі Бах жив до кінця свого життя. Він став «музичним директором» усіх церков міста, стежачи за особовим складом музикантів і співаків, спостерігаючи за їхнім навчанням, призначаючи необхідні до виконання твори і виконуючи багато інших обов'язків.
Оскільки композитор не вмів ані хитрувати, ані домовлятись, він неодноразово потрапляв у конфліктні ситуації, які захмарювали його життя й відволікали від творчості.
З того часу збереглися «Пасіони за Йоанном» (1723) та «Пасіони за Матвієм» (1729), які пов'язані зі старовинними традиціями народних уявлень про останні дні життя Христа. Завдяки драматичності сюжету, конкретним дійовим особам, пасіони тяжіють до опер більше за інші твори Баха. У «Пасіонах за Матвієм» досягнуто виключного єднання багатопланової структури. Речитативний виклад Євангельського тексту, який за тонкістю передачі виразних деталей не має собі рівних в італійській опері, ліричні арії, протестантські хори в супроводі органу формують три різноманітні плани в розкритті трагічних ідей ораторії.
«Пасіони за Йоаном» характерні меншим розмахом, вони більш близькі до драми. Музика обох пасіонів належить до вершин Бахової музики.
Композитор створив близько 30 світських кантат (серед них — комічні «Кавова» і «Селянська»), які, як правило, мало відрізняються від духовних за стилем. У «Селянській» введені номери народно-побутового, пісенно-танцювального характеру. Сатирична кантата «Змагання Феба та Пана» ставить проблему співвідношення народної та професійної музики.
Також написано твори для органа, оркестру, клавесина (серед останніх виділяють цикл «Арія з 30 варіаціями», так звані «Гольдберґ-варіації», (1742). У 1747 році Бах створив цикл п'єс «Музичні дарунки», присвячений прусському королю Фрідріху II. Останньою роботою композитора став твір під назвою «Мистецтво фуги» (1749—1750) — з 14 фуг і 4 канонів на одну тему.
Наприкінці 1740-х років здоров'я Баха погіршилося, особливо турбувала різка втрата зору. Дві невдалі операції з видалення катаракти спричинили повну сліпоту, але й тоді він продовжував творити, диктуючи ноти для запису.
За десять днів до смерті Бах, начебто, прозрів, проте це тривало недовго. Незважаючи на старання лікарів, помер 28 липня 1750 року. Можливою причиною смерті композитора є ускладнення після операції.
Урочисте поховання Йоганна Себастьяна Баха викликало величезний наплив народу з різних куточків німецьких земель. Композитора поховали поблизу церкви св. Томи, у якій він прослужив 27 років. Однак територією цвинтаря згодом проклали дорогу і могила загубилася. Лише в 1894 році рештки його тіла випадково знайшли під час будівельних робіт, тоді й відбулося перепоховання.

## Творчість
Див. також Список творів Й. С. Баха

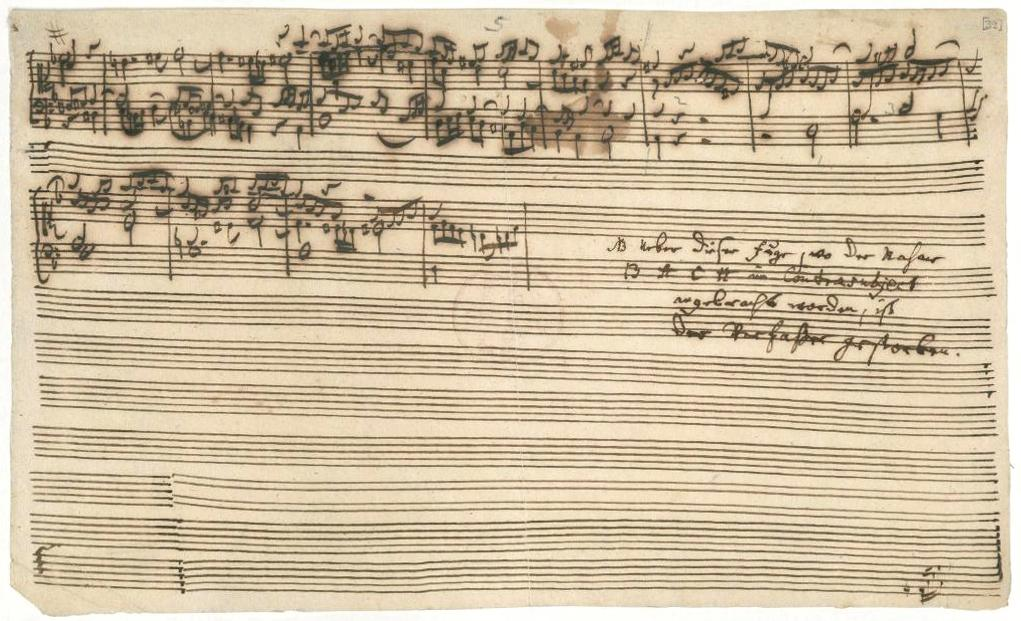
Рукопис Баха

Творча спадщина Йоганна Себастьяна Баха надзвичайно велика, охоплює понад 1000 композицій, з них 320 світських і духовних кантат, багато мес, «Різдвяна» й «Великодня» ораторії, численні хорали, мотети, інструментальні твори та інші.
Нині твори Баха прийнято позначати номером BWV (скорочено від Bach Werke Verzeichnis — каталог творів Баха). Ця класифікація була запропонована німецьким музикознавцем В. Шмідером у 1950 році, в її основі лежить тематичний принцип: номери BWV 1-224 асоціюються з кантатами, BWV 225—249 — з ораторіальними творами, BWV 250—524 — це хорали й духовні піснеспіви, BWV 525—748 — органні твори, BWV 772—994 — клавірні твори, BWV 995—1000 — твори для лютні, BWV 1001—1040 — камерна музика, BWV 1041—1071 — оркестрові твори та BWV 1072—1126 — канони і фуги.
Більшість вокальних творів Баха написані на релігійні тексти (наприклад, «Страсті за Йоанном», 1723, «Страсті за Матвієм», 1729, «Меса сі мінор» 1733–1738). Музика їх пройнята глибоким релігійним почуттям і, разом з тим, філософською заглибленістю. Із світських вокальних творів композитора особливо виділяють кантати «Феб і Пан», «Селянська», «Кавова», безпосередньо пов'язані з тодішнім побутом.
Інструментальна музика Баха написана для органа (прелюдії, токати, фантазії, фуги тощо), для клавесина («Добре темперований клавір» — 48 прелюдій і фуг, «Мистецтво фуги», 6 партит, 6 французьких сюїт, 6 англійських сюїт тощо). Також він створив сонату для скрипки соло, сюїти для віолончелі соло, а також музику для оркестру (6 «Бранденбурзьких концертів», 4 сюїти), концерти для скрипки з оркестром, для клавесина з оркестром та інші.
Інструментальні твори Баха стали джерелом транскрипцій багатьох композиторів, зокрема Ференца Ліста, Феруччо Бузоні, Сергія Рахманінова. Фортепіанні транскрипції деяких органних творів Баха зробили й українські композитори — Левко Ревуцький, Григорій Беклемішев. Своєрідним творчим експериментом став «Ричеркар» Баха в пуантилістичному інструментуванні Антона Веберна для октету.

### Органна творчість
Органна музика у Німеччині до часу Баха вже мала давні традиції, які склалися завдяки попередникам Баха — Пахельбеля, Бему, Букстехуде та іншим композиторам, кожний з яких по-своєму впливав на нього. З багатьма з них Бах був знайомий особисто.
Протягом життя Бах був найбільше відомий як першокласний органіст, викладач та композитор органної музики. Він працював як у традиційних для того часу «вільних» жанрах, таких як прелюдія, фантазія, токата, пасакалія, так і у більш строгих формах — хоральної прелюдії та фуги. У своїх творах для органу Бах вміло поєднував риси різних музичних стилів, з якими він знайомився протягом життя. На композитора вплинула як музика північнонімецьких композиторів (Георг Бем, з яким Бах зустрівся у Люнебурзі, і Дітріх Букстегуде у Любеку), так і музика південних композиторів: Бах переписував собі твори багатьох французьких та італійських композиторів, щоб зрозуміти їхню музичну мову; пізніше він навіть переклав кілька скрипкових концертів Вівальді для органу. Протягом найбільш плідного для органної музики періоду (1708–1714) Йоганн Себастьян не лише написав багато пар прелюдій і фуг та токат і фуг, але й вигадав незакінчену Органну книжечку — збірку зі 46 коротких хоральних прелюдій, у якій демонструвалися різні техніки та підходи до створення творів на хоральні теми. Після від'їзду з Веймара Бах став менше писати для органа; тим не менш, після Веймара були написані багато відомих творів (6 тріо-сонат, збірник «Clavier-Übung» і 18 хоральних прелюдій). Все життя Бах не лише складав музику для органу, але й займався консультуванням при будівництві інструментів, перевіркою та налаштуванням нових органів.

### Інша клавірна творчість
Бах також написав ряд творів для клавесина, багато з яких можна було виконувати і на клавікорді. Багато з цих творінь є енциклопедичними збірниками, що демонструють різні прийоми та методи створення поліфонічних творів. Більшість клавірних творів Баха, виданих за його життя, містилися у збірках під назвою «Clavier-Übung» («клавірні вправи»).
- «Добре темперований клавір» у двох томах, написаних у 1722 та 1744 роках, — збірник, у кожному томі якого міститься по 24 прелюдії та фуги, по одній на кожну уживану тональність. Цей цикл мав дуже важливе значення у зв'язку з переходом на системи настроювання інструментів, що дозволяють однаково легко виконувати музику у будь-якій тональності — перш за все, до сучасного рівномірно темперованого строю.
- 15 двоголосих і 15 триголосих інвенцій — невеликі твори, розташовані у порядку збільшення кількості знаків у тональності. Призначалися (і використовуються досі) для навчання грі на клавішних інструментах.
- Три збірки сюїт: Англійські сюїти, Французькі сюїти та Партита для клавіру. Кожний цикл містив по 6 сюїт, побудованих за стандартною схемою (алеманда, куранта, сарабанда, жига та необов'язкова частина між останніми двома). В англійських сюїтах алеманді передує прелюдія, а між сарабандою та жигою присутня рівно одна частина; у французьких сюїтах кількість необов'язкових частин збільшується, а прелюдії відсутні. У Партитах стандартна схема розширюється: крім вишуканих вступних частин, присутні додаткові, причому не лише між сарабандою та жигою.
- Гольдберг-варіації (близько 1741) — тема з 30 варіаціями. Цикл має достатньо складну та незвичайну будову. Варіації будуються скоріше на тональному плані теми, ніж на самій мелодії.
- Різноманітні п'єси на зразок «Увертюри у французькому стилі», BWV 831, «хроматична фантазії та фуги», BWV 903, або «Італійського концерту», BWV 971.

### Оркестрова та камерна музика
Див. Клавірні концерти Й. С. Баха
Бах писав музику як для окремих інструментів, так і для ансамблів. Його твори для інструментів соло — 6 сонат та партит для скрипки соло, BWV 1001—1006, 6 сюїт для віолончелі соло, BWV 1007—1012, і партиту для флейти соло, BWV 1013, — багато хто вважає одними з найглибших творінь композитора. Крім того, Бах написав кілька творів для лютні соло. Писав він також тріо-сонати, сонати для солюючих флейти та віоли да гамба, які супроводжуються лише генерал-басом, а також багато канонів та ричеркар, переважно без вказівки інструментів для виконання. Найбільш значимі приклади таких творів — цикли «Мистецтво фуги» та «Музичне приношення».
Бах написав безліч творів для оркестру та солюючих інструментів з оркестром. Одним з найвідоміших циклів є 6 «Бранденбурзьких концертів». Вони були так названі, оскільки Бах, пославши їх маркграфу Християнові Людвігу Бранденбург-Швецькому 1721 року, думав отримати роботу при його дворі; ця спроба виявилася невдалою. Ці шість концертів написані у жанрі кончерто гроссо. Інші оркестрові шедеври Баха, які збереглися, включають два скрипкових концерти (BWV 1041 та 1042), концерт для 2 скрипок ре- мінор BWV 1043, так званий «потрійний» ля мінорний концерт (для флейти, скрипки, клавесина, струнних та безперервного (цифрованого) баса) BWV 1044 та концерти для клавірів та камерного оркестру: сім для одного клавіру (BWV 1052—1058), три — для двох (BWV 1060—1062), два — для трьох (BWV 1063 та 1064) і один — ля  мінорний BWV 1065 — для чотирьох клавесинів. У XXI столітті концерти з оркестром часто виконуються на фортепіано, тому їх можна назвати фортепіанними концертами Баха, але не варто забувати, що за часів Баха фортепіано не було. Крім концертів, Бах написав 4 оркестрові сюїти (BWV 1066—1069), деякі окремі частини з яких у наш час особливо широко популярні та мають популярні перекладення, а саме: так званий «жарт Баха» — остання частина, badinerie другої сюїти та друга частина третьої сюїти — арія.

### Вокальні твори

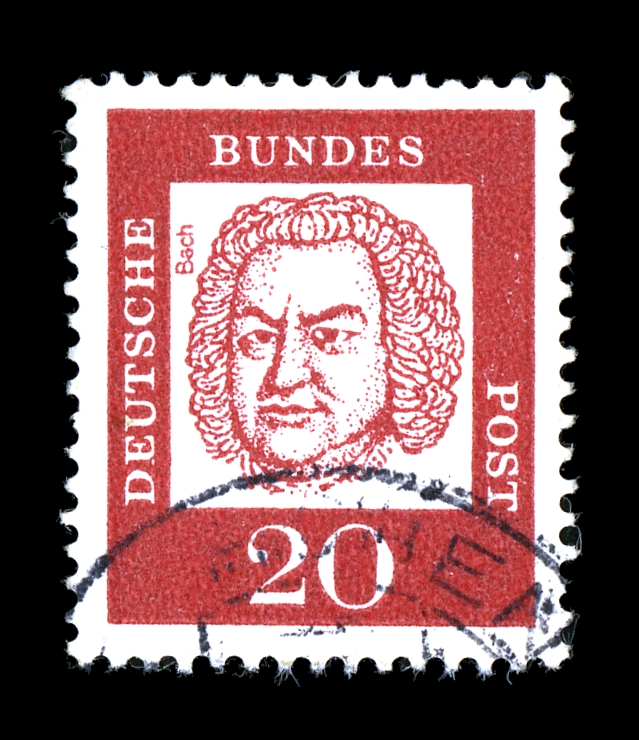
Поштова марка ФРН, присвячена І. С. Баху, 1961, 20 пфенігів (Скотт 829)

- Кантати. Протягом довгого періоду свого життя щонеділі Бах у церкві Св. Фоми керував виконанням кантати, тема якої вибиралася згідно з лютеранським церковним календарем. Хоча Бах виконував і кантати інших композиторів, у Лейпцизі він склав як мінімум три повних річних цикли кантат, по одній на кожну неділю року і кожне церковне свято. Крім того, він вигадав деяку кількість кантат у Веймарі та Мюльхаузені. Всього Бахом було написано понад 300 кантат на духовну тематику, з яких лише 200 збереглися (остання — у вигляді єдиного фрагмента). Кантати Баха сильно розрізняються за формою та інструментуванням. Деякі з них написані для одного голосу, деякі — для хору; деякі вимагають для виконання великого оркестру, а деякі — всього кілька інструментів. Однак найчастіше використовується така модель: кантата відкривається урочистим хоровим вступом, потім чергуються речитативи і арії для солістів або дуетів, а завершується все хоралом. Як речитатив зазвичай беруться ті ж слова з Біблії, які читаються на цьому тижні за лютеранськими канонами. Завершальний хорал часто передбачає хоральну прелюдію в одній із середніх частин, а також іноді входить у вступну частину у вигляді cantus firmus. Найвідомішими з духовних кантат Баха є «Christ lag in Todesbanden» (номер 4), «Ein' feste Burg» (номер 80), «Wachet auf, ruft uns die Stimme» (номер 140) та «Herz und Mund und Tat und Leben» (номер 147). Крім того, Бах склав також деяку кількість світських кантат, звичайно приурочених до яких-небудь подій, наприклад, до весілля. Серед найвідоміших світських кантат Баха — дві Весільні кантати та жартівлива Кавова кантата та Селянська кантата.
- Страсті (пасіони). Страсті за Йоганном (1724) та Страсті за Матвієм (близько 1727 року) — твори для хору та оркестру на євангельську тему страждань Христа, призначені для виконання на вечірніх у страсну п'ятницю у церквах Св. Фоми та Св. Миколая. Страсті є одними з найбільш масштабних вокальних творів Баха. Відомо, що Бах написав 4 або 5 пасіонів, але лише ці два повністю збереглися.
- Ораторії та Магніфікат. Найвідоміша Різдвяна ораторія (1734) — цикл з 6 кантат для виконання під час різдвяного періоду літургійного року. Пасхальна ораторія (1734–1736) та Магніфікат являють собою скоріше великі та ретельно виважені кантати та мають менший розмах, ніж Різдвяна ораторія або пасіони. Магніфікат існує у двох версіях: споконвічної (мі-бемоль мажор, 1723) та пізнішої та відомішої (ре мажор, 1730).

- Меси. Найвідоміша та значима меса Баха — меса сі мінор (закінчена 1749 року), що являє собою повний цикл ординарія. У цю месу, як і у багато інших творах композитора, увійшли перероблені ранні твори. Меса ніколи не виконувалася цілком за життя Баха — вперше це сталося лише у XIX столітті. Крім того, ця музика не виконувалася за призначенням через невідповідність лютеранським канонам (у нього входили лише Киріє та Глорія), а також через тривалість звучання (близько 2 годин). Крім меси сі мінор, до нинішнього часу дійшло 4 коротких двочастотних мес Баха (Киріє та Глорія), а також окремі частини, як Sanctus та Kyrie.

Решта вокальних творів Баха включають кілька мотетів, близько 180 хоралів, пісні та арії.

#### Перекладені українською мовою
Найбільш масштабним вокальним твором Й. С. Баха, якого переклали українською, є ораторія «Страсті за Матвієм». Вона булу перекладена Тетяною Островською і виконана хором та оркестром під керуванням Роджера Макмеріна у 2000-х роках
Ще два вокальні твори Й. С. Баха були перекладені українською мовою М. Стріхою і виконувалися публічно. Це Арія Курця («So oft ich meine Tobackspfeife») BWV 515 з нотного зошита Анни Магдалени Бах, а також «Кавова кантата» (Schweigt stille, plaudert nicht) BWV 212.

### Доля творчої спадщини Баха
Складною виявилася і доля його спадщини. За життя Баха добре знали, проте після смерті композитора його ім'я і музику почали забувати. Справжній інтерес до його творчості виник лише у 1820-ті роки. А розпочався він з виконання 11 травня 1829 року у Берліні «Страстей за Матвієм», організованого Феліксом Мендельсонаном-Бартольді (1809—1847). Саме Феліксу належить честь «Повернення до життя» (Wiederbelebung) музики Баха, майже через 80 років після смерті композитора і його повного забуття. Це дало сильний імпульс до публікації творів Баха та їх виконання.
Генерація композиторів-романтиків, які народилися у 1810-ті роки, прийняла Бахівські композиції як поетичну музику і взяла їх собі за взірець. Фелікс Мендельсон-Бартольді, Роберт Шуман (1810—1856), Фредерік Шопен (1810—1849) і Ференц Ліст (1811—1886) вважали твори Баха стимулом і прикладом для власної творчості. Видатні на той час музиканти-виконавці (крім Мендельсона-Бартольді, Шопена та Ліста також Клара Шуман, Сигізмунд Тальберг та багато інших) внесли твори Баха до своїх концертних програм.
У 1850 році було створено «Бахівську спільноту», яка прагнула виявити і опублікувати всі рукописи композитора (за півстоліття було видано 46 томів).

## Йоганн Себастьян Бах і Україна

Фрагмент фуги b-moll з першого тому ДТК Й.С, Бах і українська пісня «Ой на горі крутій», які мають інтонаційну схожість.

На думку А. Калениченка, в окремих творах відчутний вплив української музичної культури, зокрема тема фуги сі-бемоль мінор з 1-го тому «Добре темперованого клавіру» (1722) інтонаційно наближається до нижнього голосу мелодії української народної пісні «Ой на горі, на крутій». Щоправда, тут не можна виключати спорідненість мелосу фольклору українців і народних пісень німців (зокр. їхнього найдавнішого, тепер напівзабутого шару) або полабських слов'ян, які жили тоді в Саксонії (їх міг чути Й. С. Бах). Опосередковані зв'язки Баха з Україною могли існувати через брата, який виїхав до Стокгольма. Туди, після поразки під Полтавою 1709 року, разом із військом шведського короля Карла XII, де служив брат Й. С. Баха, відступила частина українських козаків на чолі з майбутнім гетьманом Пилипом Орликом. Українські пісні, які вони співали, могли через брата дійти й до Й. С. Баха. Пізніші «українізми» музики Й. С. Баха могли з'явитися внаслідок його знайомства (деякі дослідники вважають це доконаним фактом) з українським бандуристом, лютністом та співаком Т. Білоградським, який жив у Дрездені. Там працював органістом також один із синів композитора — Вільгельм Фрідеман. Не можна виключати, що Й. С. Бах (можливо, із сином) чув гру і спів Т. Білоградського. Дослідник М. Степаненко припускає, що замовлення й написання Й. С. Баху лютневих партит могли також бути пов'язаними з Т. Білоградським.
Т. Г. Шевченко згадував Баха у своїй повісті «Варнак».
У 1880 р. в Одесі було засновано Бахівське товариство, яким керував Карл фон Гампельн, а від 1883 р. — Ганс Гартан.
У 1998 р. при Донецькій державній музичній академії імені С. С. Прокоф'єва виникло «Перше українське бахівське товариство» як асоціація Донецького обласного відділення Національної всеукраїнської музичної спілки. Товариство започаткувало «Бахівські академії» (2004, 2006, 2010, 2013, 2016 р.) і дні Бахівської музики (2011 р.). «VI Міжнародна Бахівська академія» 2016 р. проводилася у м. Дніпро на базі Академії музики ім. М. Глінки.

## Вшанування пам'яті
- Пам'ятник у Лейпцизі, споруджений 23 квітня 1843 року Германом Кнауром за ініціативи Мендельсона і за кресленнями Едуарда Бендемана, Ернста Рітшеля і Юліуса Гюбнера.
- Бронзова статуя на площі Фрауенплан в Айзенасі, спроєктована Адольфом фон Донндорфом, поставлена 28 вересня 1884 року. Спочатку стояла на Ринковій площі біля церкви Св. Георгія, 4 квітня 1938 року була перенесена на площу Фрауенплан з укороченим п'єдесталом.
- Пам'ятник Генріха Польмана на площі Баха в Кетені, споруджений 21 березня 1885 року.
- Бронзова статуя роботи Карла Сеффнера з південного боку церкви Св. Фоми в Лейпцизі — 17 травня 1908 року.
- Бюст роботи Фріца Бена в монументі «Вальгалла» під Регенсбургом, 1916 рік.
- Статуя роботи Пауля Биррена при вході до церкви Св. Георгія в Айзенасі, встановлена 6 квітня 1939 року.
- Пам'ятник Бруно Ейермана у Веймарі, вперше встановлений в 1950 році, потім на два роки прибраний і знову відкритий в 1995 році на площі Демократії.
- Рельєф роботи Роберта Пропфа в Кетені, 1952 рік.
- Пам'ятник роботи Бернда Гебеля біля ринку Арнштадта, споруджений 21 березня 1985 року.
- Дерев'яна стела роботи Еда Гарисона на площі Йоганна Себастьяна Баха перед церквою Св. Власія у Мюльхаузені — 17 серпня 2001 року.
- Пам'ятник в Ансбаху, спроєктований Юргеном Гертца, встановлений в липні 2003 року.
- З 1950 року у Лейпцизі проводиться Міжнародний конкурс імені Йоганна Себастьяна Баха.

## Канонізація
Святий в Українській лютеранській церкві. Також Святий у Англіканстві і Лютеранстві. День пам'яті — 28 липня.

## Сини Баха
Йоганн Себастьян Бах став батьком чотирьох композиторів, чиї твори до сьогодні звучать у концертних залах і записуються на компакт-диски. Це:
- Вільгельм Фрідеман Бах (Wilhelm Friedemann Bach, 1710—1784),
- Карл Філіпп Емануель Бах (Carl Philipp Emanuel Bach, 1714—1788),
- Йоганн Крістіан Бах (Johann Christian Bach 1735—1782)
- Йоганн Крістоф Фрідріх (Johann Christoph Friedrich Bach 1732—1795)

## Аудіоприклади
- Завантажити усі твори Й. С. Баха у форматі MIDI [Архівовано 12 травня 2015 у Wayback Machine.](англ.)